# Kriegerdenkmal Osterfeld (Erster Weltkrieg)
Das Kriegerdenkmal Osterfeld ist ein denkmalgeschütztes Kriegerdenkmal in der Stadt Osterfeld in Sachsen-Anhalt. Im örtlichen Denkmalverzeichnis ist die Gedenkstätte unter der Erfassungsnummer 094 86137 als Baudenkmal verzeichnet.
Das Kriegerdenkmal von Osterfeld befindet sich an der Kreuzung Naumburger Straße – Bauernweg in Osterfeld. Es handelt sich um ein Natursteindenkmal mit einer Gedenktafel für die Gefallenen des Ersten Weltkriegs. Die Gedenktafel beinhaltet die Inschrift 1914 – 1918 Dem Gedächtnis der im Weltkrieg gefallenen Helden sowie die Namen der Gefallenen.
Neben diesem gibt es noch zwei weitere Kriegerdenkmäler in Osterfeld. Eines Nahe der Kirche und eines für die Gefallenen des Zweiten Weltkriegs auf dem Schloßberg.

## Quelle
- Kriegerdenkmal Osterfeld, abgerufen am 21. September 2017.